# سليمان وزيروف
سليمان ازاد اوغلو وزيروف (بالأذرية: Süleyman Vəzirov) - سياسي ومهندس ورجل دولة سوفيتي من أصل أذربيجاني، منظم صناعة النفط في جمهورية أذربيجان الاشتراكية السوفيتية.

## النشأة
ولد سليمان وزيروف في 5 نوفمبر لعام 1910 في باكو في عائلة آزاد باي وزيروف.
درس في مدرسة «شوشينسكي الحقيقية» من عام 1918، ثم التحق بكلية باكو الصناعية والاقتصادية.
التحق وزيروف بكلية التعدين التي تخرجت في عام 1932 في تخصص مهندس التعدين - حقل النفط من جامعة أذربيجان التقنية.

## حياته السياسية
عمل سليمان وزيروف في حقل في جزيرة أرتيوم في جمهورية أذربيجان الاشتراكية السوفيتية.
كما عمل وزيروف كبير المهندسين ورئيسا في «أزنيفتكومبينات».
وقد انتخب نائبا لمجلس السوفيت الأعلى لاتحاد الجمهوريات الاشتراكية السوفيتية 3 و 5 و 6، نائبا لمجلس السوفيت الأعلى لجمهورية أذربيجان الاشتراكية السوفيتية 4، 7-8 دعوات، مندوبا للمؤتمرين العشرين والثاني والعشرين لاتحاد الجمهوريات الاشتراكية السوفيتية.

## الوفاة
توفي سليمان وزيروف في 7 فبراير عام 1973 ودفن في زقاق الدفن الشريف في مدينة باكو.

## جوائز
- أربع من بطل العمل الاشتراكي (الاتحاد السوفيتي)
- أربع من وسام لينين (27.4.1940; 24.1.1944; 8.1.1948; 19.3.1959)
- وسام العمل الشجاع في الحرب الوطنية العظمى 1941-1945
- جائزة ستالين من الدرجة الثالثة

## وصلات خارجية
- شوشا